# Jordy
Jordy Claude Daniel Lemoine (Saint-Germain-en-Laye, 14 de janeiro de 1988) é um cantor francês. Jordy é listado no Livro Guinness dos Recordes como o cantor mais jovem a ter um single em primeiro lugar de vendas.

## Carreira
Jordy foi o cantor mais jovem a ter um single em primeiro lugar de vendas e alcançou esse feito aos quatro anos e meio, em 1992, com a música "Dur dur d'être bébé!", que vendeu dois milhões de cópias na França e foi sucesso também na Europa e no Brasil (no ano de 1993), porém a música debutou na posição 82 das 100 músicas mais tocadas no país no ano de 1992, e também no Japão. Nos EUA, alcançou o 58° lugar. Em 1994, no entanto, o governo francês baniu o artista, então com seis anos, da televisão e do rádio, sob a alegação de que estaria sendo explorado pelos pais. Rumores de exploração pioraram quando a família Lemoine abriu La Ferme de Jordy ("A Fazenda de Jordy"), uma atração turística para crianças que se tornou um fracasso comercial. Em 1996, seus pais se divorciaram, Jordy voltou à escola e foi emancipado.

## Retorno à música
Já na adolescência, Jordy pareceu se interessar em voltar ao estrelato ao participar da segunda temporada da versão francesa do programa de televisão A Fazenda, em 30 de abril de 2005, sua primeira aparição pública em quase dez anos. Foi o vencedor do show em 28 de junho de 2005. Em 18 de fevereiro de 2006, lançou seu primeiro single em 12 anos, "Je t'apprendrai", que quer dizer "Vou te ensinar". No lançamento do álbum "Vingt'Age" (uma brincadeira com vintage e Vingt - vinte -, a idade de Jordy em 2008) Jordy apresentou um programa no canal regional 5050tv. E aproveitando o boom sobre a sua figura, lançou sua autobiografia, Je ne suis plus un bébé ("Não sou mais um bebê"). Em abril de 2009, a justiça francesa determinou que a gravadora Columbia (na qual era contratado durante a sua infância), pagasse ao artista 820 mil euros pelos direitos de suas músicas desta fase de sua vida. O que Jordy diz em sua autobiografia é que ele não recebeu quase nada do dinheiro que ele teria rendido à Sony. Jordy é agora vocalista de uma banda chamada Jordy & the Dixies.

## Discografia
- Pochette Surprise (1992)
- Potion Magique (1993)
- La Récréation (1994)
- Surprise Partie (não lançado)
- DJ Jordy (não lançado)
- Je t'apprendrai (2006)

## Na cultura popular
Jordy fez uma aparição no filme Look Who's Talking Now. Enquanto os créditos rolam no final do filme, um número musical é tocado com Jordy e as duas jovens estrelas do filme, com Jordy cantando "It's Christmas, C'est Noel". Jordy teria uns 5 ou 6 anos na época. Ele aparece no telhado de uma casa com o Papai Noel e quando o Papai Noel não pode caber na chaminé, Jordy entra em seu lugar. A música foi escrita por seu pai.